# Woramat Roopngam
Woramat Roopngam (thailändisch วรเมธ รูปงาม; * 23. Juli 2003) ist ein thailändischer Fußballspieler.

## Karriere
Woramat Roopngam stand die Saison 2022/23 beim Drittligisten Kamphaengphet FC unter Vertrag. Mit dem Verein aus Kamphaeng Phet spielte er 16-mal in der Northern Region der Liga. Zu Beginn der Saison 2023/24 wechselte er im Sommer zum Zweitligisten Lampang FC. Sein Zweitligadebüt für den Erstligaabsteiger aus Lampang gab Roopngam am 12. August 2023 (1. Spieltag) im Auswärtsspiel gegen den Rayong FC. Bei der 1:0-Niederlage wurde er in der 87. Minute für Kantapon Sompittanurak eingewechselt.